# Anchiphiloscia longisetosa
Anchiphiloscia longisetosa är en kräftdjursart som först beskrevs av Franco Ferrara och Stefano Taiti 1982.  Anchiphiloscia longisetosa ingår i släktet Anchiphiloscia och familjen Philosciidae. Inga underarter finns listade i Catalogue of Life.